# Lophanthera pendula
Lophanthera pendula är en tvåhjärtbladig växtart som beskrevs av Adolpho Ducke. Lophanthera pendula ingår i släktet Lophanthera och familjen Malpighiaceae. Inga underarter finns listade i Catalogue of Life.